# Integrale di Borwein
Nella matematica, un integrale di Borwein è un integrale che coinvolge prodotti di  {\displaystyle \mathrm {sinc} (ax)}, dove la funzione sinc è data da {\displaystyle \mathrm {sinc} (x)={\frac {\sin(x)}{x}}} per {\displaystyle x\neq 0}, e {\displaystyle \mathrm {sinc} (0)=1}.
Questi integrali sono importanti per esibire schemi apparenti che, tuttavia, alla fine falliscono. Un esempio è ciò che segue, 
{\displaystyle {\begin{aligned}&\int _{0}^{\infty }{\frac {\sin(x)}{x}}\,dx={\frac {\pi }{2}}\\[10pt]&\int _{0}^{\infty }{\frac {\sin(x)}{x}}{\frac {\sin(x/3)}{x/3}}\,dx={\frac {\pi }{2}}\\[10pt]&\int _{0}^{\infty }{\frac {\sin(x)}{x}}{\frac {\sin(x/3)}{x/3}}{\frac {\sin(x/5)}{x/5}}\,dx={\frac {\pi }{2}}\end{aligned}}}
Questo schema continua fino a 
{\displaystyle \int _{0}^{\infty }{\frac {\sin(x)}{x}}{\frac {\sin(x/3)}{x/3}}\cdots {\frac {\sin(x/13)}{x/13}}\,dx={\frac {\pi }{2}}.}
Tuttavia, al passo successivo lo schema evidente fallisce,
{\displaystyle {\begin{aligned}\int _{0}^{\infty }{\frac {\sin(x)}{x}}{\frac {\sin(x/3)}{x/3}}\cdots {\frac {\sin(x/15)}{x/15}}\,dx&={\frac {467807924713440738696537864469}{935615849440640907310521750000}}~\pi \\[5pt]&={\frac {\pi }{2}}-{\frac {6879714958723010531}{935615849440640907310521750000}}~\pi \\[5pt]&\simeq {\frac {\pi }{2}}-2.31\times 10^{-11}.\end{aligned}}}
In generale, integrali analoghi valgono {\displaystyle \pi /2} ogni qualvolta che {\displaystyle 3,5,7,\ldots } siano sostituiti da numeri reali positivi tali che la somma dei loro reciproci sia strettamente minore di 1.
Nell'esempio precedente, {\displaystyle {\frac {1}{3}}+{\frac {1}{5}}+\ldots +{\frac {1}{13}}<1}, ma {\displaystyle {\frac {1}{3}}+{\frac {1}{5}}+\ldots +{\frac {1}{15}}>1}.
L'esempio con una serie più estesa
{\displaystyle \int _{0}^{\infty }2\cos(x){\frac {\sin(x)}{x}}{\frac {\sin(x/3)}{x/3}}\cdots {\frac {\sin(x/111)}{x/111}}\,dx={\frac {\pi }{2}},}
con tuttavia
{\displaystyle \int _{0}^{\infty }2\cos(x){\frac {\sin(x)}{x}}{\frac {\sin(x/3)}{x/3}}\cdots {\frac {\sin(x/111)}{x/111}}{\frac {\sin(x/113)}{x/113}}\,dx<{\frac {\pi }{2}},}
è mostrato in 
insieme a una spiegazione matematica intuitiva del motivo per cui nella serie originale e in quella estesa lo schema fallisce. In questo caso, {\displaystyle {\frac {1}{3}}+{\frac {1}{5}}+\ldots +{\frac {1}{111}}<2}, ma {\displaystyle {\frac {1}{3}}+{\frac {1}{5}}+\ldots +{\frac {1}{113}}>2}.

## Formula generale
Data una sequenza di numeri reali, {\displaystyle a_{0},a_{1},a_{2},\ldots }, si può fornire una formula generale per l'integrale 
{\displaystyle \int _{0}^{\infty }\prod _{k=0}^{n}{\frac {\sin(a_{k}x)}{a_{k}x}}\,dx}
Per affermare la formula, serve considerare delle somme che coinvolgono {\displaystyle a_{k}}. In particolare, se {\displaystyle \gamma =(\gamma _{1},\gamma _{2},\ldots ,\gamma _{n})\in \{\pm 1\}^{n}} è una {\displaystyle n}-vettore dove ogni elemento è {\displaystyle \pm 1}, allora si scrive {\displaystyle b_{\gamma }=a_{0}+\gamma _{1}a_{1}+\gamma _{2}a_{2}+\cdots +\gamma _{n}a_{n}}, che è una specie di somma alternata dei primi {\displaystyle a_{k}}, e si imposta {\displaystyle \varepsilon _{\gamma }=\gamma _{1}\gamma _{2}\cdots \gamma _{n}}, che è anch'esso {\displaystyle \pm 1}. Con questa notazione, il valore dell'integrale di sopra è
{\displaystyle \int _{0}^{\infty }\prod _{k=0}^{n}{\frac {\sin(a_{k}x)}{a_{k}x}}\,dx={\frac {\pi }{2a_{0}}}C_{n}}
dove
{\displaystyle C_{n}={\frac {1}{2^{n}n!\prod _{k=1}^{n}a_{k}}}\sum _{\gamma \in \{\pm 1\}^{n}}\varepsilon _{\gamma }b_{\gamma }^{n}\operatorname {sgn}(b_{\gamma })}
Nel caso in cui {\displaystyle a_{0}>|a_{1}|+|a_{2}|+\cdots +|a_{n}|}, si ha {\displaystyle C_{n}=1}.
Inoltre, se esiste un {\displaystyle n} tale che per ogni {\displaystyle k=0,\ldots ,n-1} si ha {\displaystyle 0<a_{n}<2a_{k}} e {\displaystyle a_{1}+a_{2}+\cdots +a_{n-1}<a_{0}<a_{1}+a_{2}+\cdots +a_{n-1}+a_{n}}, cioè che {\displaystyle n} è il primo valore per cui la somma dei primi {\displaystyle n} elementi della sequenza supera {\displaystyle a_{0}}, allora {\displaystyle C_{k}=1} per ogni {\displaystyle k=0,\ldots ,n-1} ma
{\displaystyle C_{n}=1-{\frac {(a_{1}+a_{2}+\cdots +a_{n}-a_{0})^{n}}{2^{n-1}n!\prod _{k=1}^{n}a_{k}}}}
Il primo esempio è il caso in cui {\displaystyle a_{k}={\frac {1}{2k+1}}}. Da notare che se {\displaystyle n=7} allora {\displaystyle a_{7}={\frac {1}{15}}} e {\displaystyle {\frac {1}{3}}+{\frac {1}{5}}+{\frac {1}{7}}+{\frac {1}{9}}+{\frac {1}{11}}+{\frac {1}{13}}\approx 0.955} ma {\displaystyle {\frac {1}{3}}+{\frac {1}{5}}+{\frac {1}{7}}+{\frac {1}{9}}+{\frac {1}{11}}+{\frac {1}{13}}+{\frac {1}{15}}\approx 1.02}, quindi poiché {\displaystyle a_{0}=1}, si ottiene
{\displaystyle \int _{0}^{\infty }{\frac {\sin(x)}{x}}{\frac {\sin(x/3)}{x/3}}\cdots {\frac {\sin(x/13)}{x/13}}\,dx={\frac {\pi }{2}}}
che rimane vera se si toglie qualunque fattore, tuttavia
{\displaystyle {\begin{aligned}&\int _{0}^{\infty }{\frac {\sin(x)}{x}}{\frac {\sin(x/3)}{x/3}}\cdots {\frac {\sin(x/15)}{x/15}}\,dx\\[5pt]={}&{\frac {\pi }{2}}\left(1-{\frac {(3^{-1}+5^{-1}+7^{-1}+9^{-1}+11^{-1}+13^{-1}+15^{-1}-1)^{7}}{2^{6}\cdot 7!\cdot (1/3\cdot 1/5\cdot 1/7\cdot 1/9\cdot 1/11\cdot 1/13\cdot 1/15)}}\right)\end{aligned}}}
che è uguale al valore dato precedentemente.

## Bug di Maple
Fu schedato come bug per il supporto Maple. Ci sono voluti tre giorni allo sviluppatore Jacques Carette per capire che non fosse un errore .